# Cuautitlán de García Barragán
Cuautitlán de García Barragán é um município do estado de Jalisco, no México.
Em 2005, o município possuía um total de 16.408 habitantes.